# Dneprove brzice
Dneprove brzice (ukrajinsko Дніпрові пороги, Dniprovi porogi) so zgodovinske brzice na Dnepru, ki jih tvorijo izdanki granita, gnajsa in drugih kamnin ukrajinske geološke plošče. Začnejo se pod ukrajinskim mestom Dnipro, kjer se reka obrne proti jugu, in končajo pri Zaporožju. Reka na tem odseku v 66 kilometrih  pade za 50 metrov.  Ime Zaporožje pomeni  dobesedno "za brzicami". Med brzicami je devet velikih, v nekaterih virih manj, ki so popolnoma onemogočile plovbo po reki. Poleg teh je še 30-40 manjših in 60 otokov in otočkov.
Po izgradnji Dneprske hidroelektrarne leta 1932 je brzice poplavil Dneprski vodni bazen.

## Zgodovinske omembe
Dneprove brzice so bile del  trgovske poti od Varjagov do Grkov,  ki je bila prvič omenjena v  Primarni kroniki.  Pot so odkrili verjetno v poznem 8. ali zgodnjem 9. stoletju. Pomembna je bila od 10. stoletja do prve tretjine 11. stoletja.  Varjagi (Nordijci)  so morali svoje ladje  mimo sedmih brzic  prenesti po kopnem in biti pozorni na pečeneške nomade.
Brzice so omenjene  tudi v De administrando imperio bizantinskega cesarja Konstantina VII.  in Pesmi o Igorjevem pohodu.

## Imena glavnih brzic
Ukrajinsko izročilo omenja devet velikih brzic. Imena so našteta dolvodno.
- Kodacki porig (ukrajinsko Кодацький поріг, Kodaška brzica) se je začel  2,7 km za južnim mostom v mestu Dnipro nasproti ostankov trdnjave Kodak v vasi Stari Kodaki. Na levem bregu Dnepra, nasproti zdaj poplavljene brzice, je kamnolom granita Ljubimovski.[4] Po besedah D.I. Svirenka je bila Kodaška brzica dolga 512 m in imela padec 1,63 m.[5] Po D.I. Javornickem je imela brzica štiri pragove: Ploski, Ostri, Višnjakov in Miškinov.[6]
- Surski porig  (ukrajinsko Сурський поріг) se je začel 8,5 km pod iztekom Kodaške brzice. Skoraj vse skale je prekrivala plitva voda. Po D.O.  Svirenku je bila brzica dolga 85 m in imela padec  0,5 m.[7] Brzica je imela dva praga – Železnega in Bondarevovega.[8]
- Lohanski porig (ukrajinsko Лоханський поріг) je bil 1,33 km pod iztekom Surske brzice. Na brzici so bili trije majhni otoki: Kuliški, Loganski in Skeljacki. Dolga je bila 150 m in imela padec 1,12 m.[9]  Na njej so bili trije pragovi: Kulkivski, Ploski in Čerepašinov.[10]
- Dzvonecki porig (ukrajinsko Дзвонецький поріг) ali Zvon je bil 5 km pod prejšnjo brzico. Dolg je bil 200 m in imel padec 1,17 m.[11] Imel je štiri pragove: Ravni, Črni, Gluhi in Kobilin.[10]
- Nenasitec (ukrajinsko Ненаситецький поріг ali  Ненаситець, Nenasitni) ali Revuči porig  (ukrajinsko Ревучий, Rjoveči) je največja in najnevarnejša Dneprova brzica, ki je dala najboljšo predstavo o naravi Dneprovih brzic. Domačini so jo imenovali tudi Pekel. Njeno bučanje se je slišalo več kilometrov daleč. Začela se je  8 km pod iztekom Zvona.[12] Po D.O. Svirenku je bila dolga  870 m, padec vode se je na različnih krajih gibal od 4,75 do 5,2 m.[13]
- Vovnizki porig (ukrajinsko Вовнизький поріг) je bil 14 km pod koncem Nenasitca. Dolg je bil 840 m in imel padec vode 2,83 m.[14]  Imel je štiri pragove: Dvojčka, Ravni, Grozni in Smetnjak.  Najnevarnejša skala v brzici se je imenovala Groza.
- Budilivski porig ali Budilo (ukrajinsko Будилівський поріг ali Будило) se je začel 3,2 km pod koncem Vovnickega poriga. Brzica je bila dolga 300 m in imela padec 0,57 m. Imela je dve stopnji: Tirino in Sazonovo.
- Lišni porig (ukrajinsko Лишній поріг, izredno hiter). Brzica je dobila takšno ime verjetno zato, ker je bila najmanj nevarna in ni med plovbo povzročale skoraj nobenih težav. Začela se je 17 km pod Budilom. Dolga je bila 106,7 m in imela padec 0,06 m.[15] Čolnarji so je včasih prepluli miže, da bi pokazali svoje izkušnje.[16]
- Vilni ali Kačji porig ali Volk (ukrajinsko Вільний поріг, Гадючий поріг ali Вовчок) se je začel 4,8 km pod Lišnim[12] Brzica je bila dolga 853 m in imela padec 1,85 m. Imela je šest pragov: Sirenka, Pohila, Radova, Perejma, Volčje grlo in Šinkareva.[17]

## Pregled nekaterih imen v različnih zgodovinskih virih
| Sodobno ukrajinsko                          | Slovansko                                                    | Nordijsko                              |
| ------------------------------------------- | ------------------------------------------------------------ | -------------------------------------- |
| 1.                                          | Ne sǔpi, "Ne spi!" (Εσσουπη)                                 | Sof eigi, "Ne spi!"                    |
| 2. Surskij, "Neprizanesljivi"; 3. Lohanskij | Ostrovǐnji pragǔ, "Otoški slap" (Οστροβουνιπραχ)             | Holmfors, "Otoški slap" (Ουλβορσι)     |
| 4. Zvonec(kij), "Zvon"                      |                                                              | Gellandi, "Rjoveči" (Γελανδρι)         |
| 5. Nenasitec(kij), "Nenasitni"              | Nejasjtǐ, "Pelikan" (na katerem gnezdijo pelikani) (Νεασητ)  | Ejforr, "Vedno silovit" (Αειφορ)       |
| 6. Volnji, Volninski, "Valoviti"            | Vlǔnǐnjj pragǔ, "Valoviti slap" (Βουλνηπραχ)                 | Bárufors, "Valoviti slap" (Βαρουφορος) |
| 7. Tavolžanskij                             | Vǐruchi, "Smejoči" (po zvoku vode)’ (Βερουτζη)               | Hlæjandi, "Smejoči" (Λεαντι)           |
| 8. Lišnij, "Hitro tekoči"                   | Naprjazi?, "Zaviti, Naporni"? (Ναπρεζη); Na bǔrzǔ?, "Hitri"? | Strukum, "[Na] brzicah" (Στρουκουν)    |